# Kristian Ernst av Brandenburg-Bayreuth
Kristian Ernst av Brandenburg-Bayreuth, tyska: Christian Ernst von Brandenburg-Bayreuth, född 27 juli 1644 i Bayreuth, död 10 maj 1712 i Erlangen, var militär befälhavare i Tysk-romerska rikets armé och från 1655 regerande markgreve av Brandenburg-Bayreuth.

## Biografi

### Uppväxt
Kristian Ernst tillhörde den Kulmbach-Bayreuthska grenen av huset Hohenzollern. Han var son till Erdmann August av Brandenburg-Bayreuth och sonson till markgreve Kristian av Brandenburg-Bayreuth. Då hans far avled redan 1651 och farfadern 1655 kom Kristian Ernst att som nästa generation i arvsföljden bli markgreve av Brandenburg-Bayreuth som minderårig. Hans förmyndare var "den store kurfursten" Fredrik Vilhelm av Brandenburg och farbrodern markgreve Georg Albrekt av Brandenburg-Kulmbach. 1657 skrevs han in vid Strasbourgs universitet, där han studerade två år. Därefter gjorde han en bildningsresa genom Italien, Nederländerna och Frankrike, där han var närvarande vid Ludvig XIV:s bröllop med Maria Teresia av Spanien. Den 25 september 1661 förklarades han myndig och övertog regeringen av furstendömet Bayreuth.

### Militär karriär

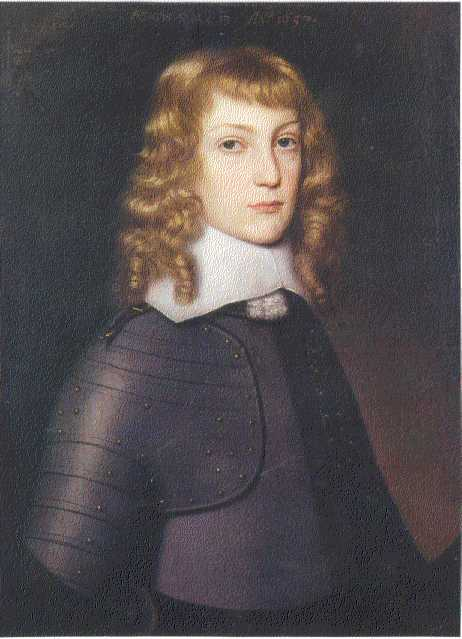
Kristian Ernst av Brandenburg-Bayreuth som ung.

Markgreven var anhängare till kejsar Leopold I, som han understödde i fälttåg, bland annat i Fransk-nederländska kriget, Lothringen och i slaget vid Wien mot Osmanska riket. Han gjorde militär karriär, med början i valet till kretsöverste i Frankiska kretsen. Kristian Ernst var också befälhavare för den frankiska kretsens kyrassiärregemente. Därpå började han från 1668 rusta upp och utveckla sitt markgrevskap till en militär stödjepunkt, vilket blev en tung belastning för markgrevskapets finanser. 1672 inträffade den första finanskrisen.
År 1673 ledde han den frankiska kretsens trupper i kriget mot Frankrike. Han anslöt sig till den kejserliga hären under furst Montecuccoli och deltog i fördrivningen av marskalk Turennes franska armé ur Maindalen.
Han ska ha visat personligt mod vid belägringen av Bonn (1673), då en fientlig kanonkula dödade två kanonjärer vid hans sida, i slaget vid Schlettstadt och slaget vid Goldscheuer (1675). På kejsarens begäran utnämnde den tysk-romerska riksdagen i februari 1674 honom till Generalwachtmeister, motsvarande senare tiders generalmajor.
Efter att hans kretstrupper fördelats som garnisoner i de pfalziska fästningarna, värvade markgreven själv ett kavalleriregemente för kejsarens räkning och deltog i spetsen för detta under krigsåren fram till 1678 i flera operationer, bland dessa slaget vid Goldscheuer 1 augusti 1675 och belägringen och erövringen av Philippsburg sommaren 1676.
Genom sina militära ambitioner var Kristian Ernst den enda markgreven av Brandenburg-Bayreuth som kom att spela någon större roll inom tysk-romerska rikets politik. Efter hans stöd till kejsaren under Fransk-holländska kriget utnämndes han av kejsaren 27 mars 1676 till Generalfeldmarschallleutnant. Under markgreve Fredrik VI av Badens sjukdom överlät kejsaren kommandot över hela riksarmén till Kristian Ernst. 
I slaget vid Wien 1683 mot Osmanska riket var han del av den tyska hären. Han tog många troféer vid slaget, som ännu fram till 1800-talet stod utställda i Bayreuths stadskyrka. För att vidare sprida sitt rykte lät han avbilda sig själv till häst som absolut monark och betvingare av turkarna på två ryttarstatyer i Bayreuth och Erlangen. 1691 utnämndes han till kejserlig generalfältmarskalk och övertog 1692 det högsta befälet över riksarmén vid övre Rhen, vilket han dock kort därefter överlämnade till Ludvig Vilhelm av Baden. 1701 grundade han Brandenburg-Bayreuths dragonregemente. År 1704 besegrade trupper från Bayreuth två bayerska landmilisregementen och tvingade staden och fästningen i Waldeck att kapitulera, varefter kejsar Josef I beordrade att fästningen skulle jämnas med marken. Under spanska tronföljdskriget uppnådde han några segrar, men efter Ludvig Vilhelm av Badens död 22 maj 1707 gjorde han ett avgörande misstag. Kristian Ernst förlorade överblicken över händelserna vid fronten och anslöt sig till den underordnade general som ville retirera framför Ludvig XIV:s armé och prisgav fronten vid Stollenhofen åt marskalk Villars franska trupper. Rikshären under Kristian Ernst av Brandenburg-Bayreuth retirerade onödigt långt, ända till Aalen och Ellwangen, så att fronten stod vidöppen och franska trupper kunde tränga in i Schwaben och genomföra plundringståg långt in i Bayern. Pfalz, Hessen-Darmstadt, stora delar av frankiska kretsen och schwabiska kretsen prisgavs åt franska trupper; Ulm kunde precis hållas, Schorndorf övergavs. Villars kavalleri utnyttjade situationen för att genomföra plundringståg och tvinga till sig kontributioner: bytet från Franken och Schwaben uppskattades till 9 miljoner gulden och den orsakade skadan var betydligt större. Kristian Ernst gick i juli åter till attack mot Villars och korsade Rhen i mitten av månaden med förstärkningar vid Philippsburg och Rheinhausen. I september övertog kurfurst Georg Ludvig av Braunschweig-Lüneburg, sedermera kung Georg I av Storbritannien, befälet över den tysk-romerska rikshären och trängde tillbaka Villars över Rhen. Det ödesdigra misstaget vid Stollhofen blev slutet på Kristian Ernsts militära karriär.

### Mecenat

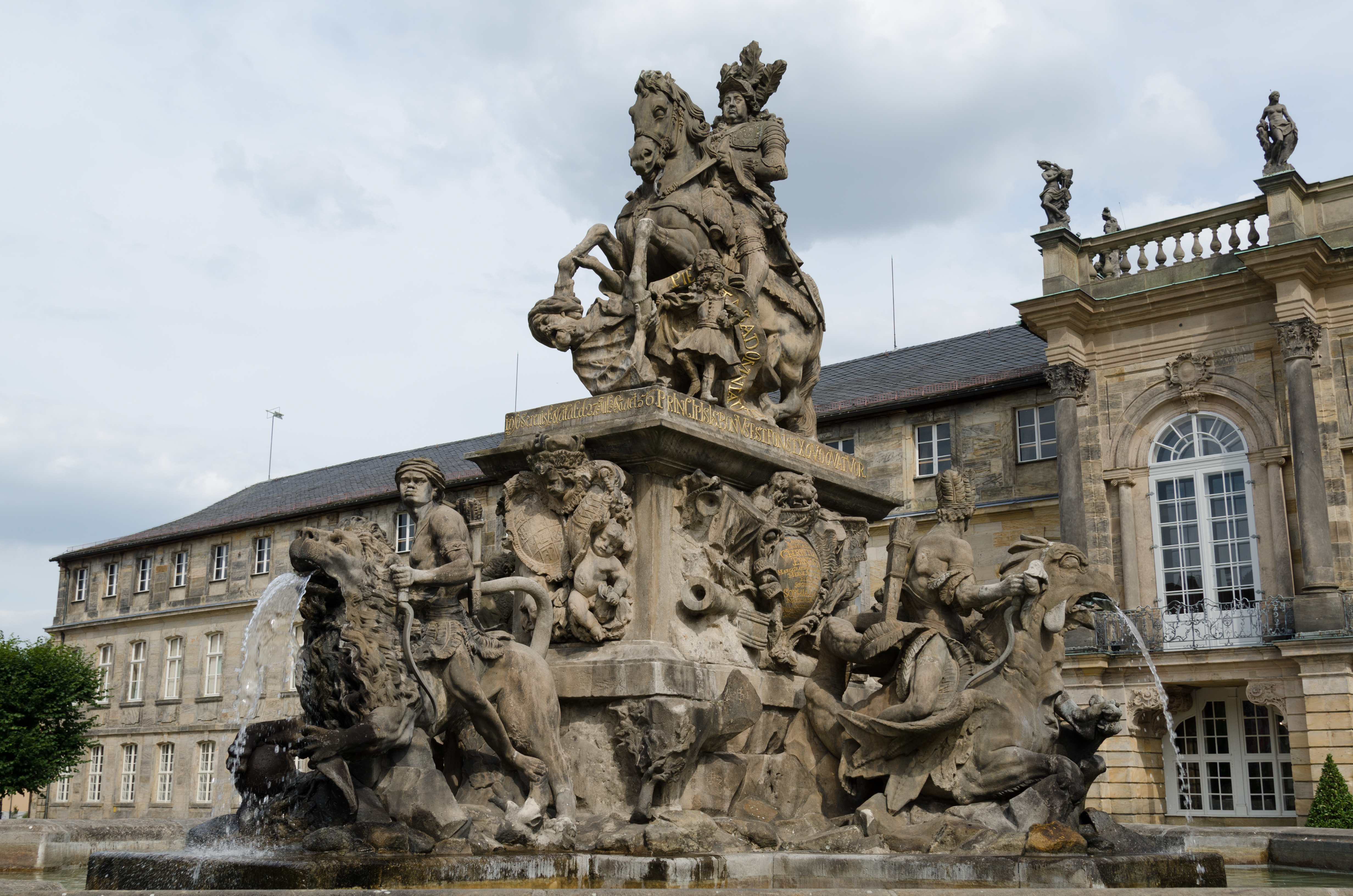
Kristian Ernsts ryttarstaty i Markgrevebrunnen vid Nya slottet i Bayreuth.

Förutom sin militära karriär var Kristian Ernst även en gynnare av utbildning och konst. Som efterföljare till Bayreuths latinskola inrättade han 1664 det gymnasium i Bayreuth som fortfarande bär hans namn, Gymnasium Christian-Ernestinum. I Erlangen grundade han den riddarakademi som senare blev ursprunget till Erlangens universitet.
Kristian Ernst centraliserade furstendömets förvaltning till det nya residenset i Bayreuth. 1672 lät han uppföra slottskyrkan på platsen för det tidigare stallet och med egen hand lade han 1666 grundstenen till Bayreuths stadskyrkas norra torn, som legat i ruiner sedan en brand 1621. Från 1697 till 1702 lät han renovera det gamla slottet i Bayreuth i italiensk stil efter ritningar av Charles Philippe Dieussart (1625–1696). Han lät utvidga slottet med en nord- och västflygel kring borggården efter ritningar av Bambergarkitekten Leonhard Dientzenhofer (1660–1707). I slottets stora sal uppfördes en teaterscen där tyska och italienska operor samt komedier av Molière framfördes.
1686 lät han anlägga stadsdelen Neustadt (Markgrafenstadt) i Erlangen för de av Ludvig XIV fördrivna hugenotterna. Här slog sig även flyktingar från Pfalz ned som drabbats av pfalziska tronföljdskrigets förstörelse. I Erlangen förvärvade han det ofullbordade stadsslottet från sin son, för att färdigställa det och skänka det till sin tredje gemål Elisabeth Sofia av Brandenburg, under namnet "Elisabethenburg". Elisabeth Sofia hade dessförinnan haft sitt hov i Nya slottet i Neustadt an der Aisch, men inte trivts där. 
Den kände barockpoeten Sigmund von Birken författade 1668 ett litterärt minnesmärke över Kristian Ernst, Hochfürstlich Brandenburgischen Ulysses.
Han var den förste tyske fursten som uppmuntrade odling av potatis inom sitt furstendöme.

### Jägare
Markgreven hade ett starkt jaktintresse och hade ett stort antal hästar och hundar. Han ägde som mest 85 hundar. Han lät bygga om det tidigare klostret Himmelkron till ett jaktslott, inklusive den monumentala Baille-Maille-lindalleen och ombyggnaden av Mariakyrkan i Markgrafenstil.
Hans jaktambitioner visade han bland annat vid hetsjakt 1664, en treveckors hjortjakt 1665 och en tax- och hetsjakt 1668 i Neustadt an der Aisch. Som passionerad jägare lät han anlägga djurgårdar och ytterligare jaktslott som Thiergartens och Birkens jaktslott i Bayreuth och Unternschreez slott nära Haag i Oberfranken.

### Finanskris  i furstendömet
Markgrevens militära ambitioner kom att bli en tung belastning. Förutom att överstiga det lilla furstendömets finansiella resurser, kom de även att överstiga hans egen ekonomiska förmåga. Med hänvisning till riksdagsbeslutet 1654, som uttryckligen förutsåg en separat beskattningsrätt för riksfurstarna för den stående arméns behov, kom Kristian Ernst redan under sitt första regeringsår 1662 att beskatta även ridderskapet i Vogtland, som hittills i likhet med riksridderskapet endast hade betalat vad som formellt var frivilliga kontributioner gentemot riket och rikskretsen, subsidium caritativum.
Då markgreven höll en omfattande hovstat och hade ett omfattande antal tjänare, samt ofta begav sig på större resor och spenderade stora summor på jakt och byggnadsverk, kom det särskilt under slutet av hans regeringstid att uppstå stora underskott i statsbudgeten. Även om hans gemål Sofie Luise pantsatte sina juveler hos Aaron Abrahams Beer i Frankfurt am Main, och dessa löstes ut först efter hennes död av markgreven, kom statsskulden att uppgå till över 200 000 gulden vid markgrevens död.
Han påbjöd inte sina undersåtar några extraordinära skatter, men försökte öka markgrevskapets intäkter genom att köpa upp riddargods, bland dessa Schnabelwaid, som dock köptes på kredit. Trots sina ansträngningar blev markgreven tvungen att sälja riddargods som återgått till länsherren, som Hans Wilhelm von Streitbergs tidigare gods som såldes till biskopen av Bamberg, Marquard Sebastian Schenk von Stauffenberg. Hans hovmarskalk, Johann Wilhelm von Erffa, fick 1686 överta Birkens slott som ersättning för uteblivna lönebetalningar. I sin finansiella nöd kom Kristian Ernst även att anlita guldmakaren Krohnemann. Greven av Giech utnyttjade markgrevens penningproblem för att i 1699 års recess förvärva rätten till suverän furstlig maktutövning i sitt territorium och erhålla tiondet och rätten att utdöma blodsstraff till Thurnaus län som underförläning.

## Familj
Kristian Ernst gifte sig första gången 29 oktober 1662 i Dresden med sin kusin, Erdmuthe Sofia av Sachsen, dotter till kurfurst Johan Georg II av Sachsen. Erdmuthe avled efter att ha besökt påskmässan i Leipzig 1670 och äktenskapet blev barnlöst.
Åtta månader efter Erdmuthe Sofias död gifte Kristian Ernst om sig 8 februari 1671 i Stuttgart med Sofia Luise av Württemberg, dotter till hertig Eberhard III av Württemberg. Hon avled 1702. I äktenskapet föddes sex barn:
- Christiane Eberhardine av Brandenburg-Bayreuth (1671–1727), kurfurstinna av Sachsen och drottning av Polen, gift 1693 med August den starke av Sachsen och Polen
- Eleonore Magdalene av Brandenburg-Bayreuth (1673–1711), gift med Hermann Fredrik av Hohenzollern-Hechingen
- Claudia Eleonore Sophie (1675–1676)
- Charlotte Emilie (1677–1678)
- Georg Vilhelm av Brandenburg-Bayreuth (1678–1726), markgreve av Brandenburg-Bayreuth
- Karl Ludvig (1679–1680)

Fem månader efter Sofia Luises död gifte han om sig en tredje gång 30 mars 1703 i Potsdam med Elisabeth Sofia av Brandenburg, dotter till kurfurst Fredrik Vilhelm av Brandenburg och änka efter hertig Fredrik Kasimir Kettler av Kurland. Äktenskapet blev barnlöst.